# Каролина Кристина фон Саксония-Айзенах
Каролина Кристина фон Саксония-Айзенах (на немски: Karoline Christine von Sachsen-Eisenach; * 15 април 1699 в Йена; † 25 юли 1743 във Филипстал) от ернестинските Ветини е принцеса от Саксония-Айзенах и чрез женитба ландграфиня на Хесен-Филипстал.
Тя е втората дъщеря на херцог Йохан Вилхелм фон Саксония-Айзенах (1666 – 1729) и втората му съпруга Кристина Юлиана фон Баден-Дурлах (1678 – 1707), дъщеря на принцрегент Карл Густав фон Баден-Дурлах. 
Тя умира на 25 юли 1743 г. на 44 години във Филипстал на Вера.

## Фамилия
Каролина Кристина се омъжва на 25 ноември 1725 г. в Айзенах за ландграф Карл I фон Хесен-Филипстал (1682 – 1770). Те имат децата:
- Вилхелм (1726 – 1810), ландграф на Хесен-Филипстал

∞ 1755 принцеса Улрика Елеонора фон Хесен-Филипстал-Бархфелд (1732 – 1795)
- Каролина Амалия (1728 – 1746)
- Фридрих (1729 – 1751)
- Шарлота Амалия (1730 – 1801)

∞ 1750 г. за херцог Антон Улрих фон Саксония-Майнинген (1687 – 1763)
- Филипина (1731 – 1762)